# Kim mun
Le kim mun (en chinois 金门方言, Jīnmén fāngyán) est une langue mien parlée dans le sud de la Chine, dans nord du Viêt Nam et dans le nord-ouest du Laos.

## Classification
le kim mun est une langue hmong-mien qui fait partie du groupe des langues mien. À l'intérieur de celles-ci, selon Strecker (1987) et les linguistes chinois Wang, Mao, Meng et Zheng, le kim mun forme le sous-groupe mien-kim avec le iu mien.

## Répartition géographique
Le kim mun est parlé en Chine sur l'île d'Hainan par des Miao, par les Yao des montagnes, des Kem Di Mun (en chinois Shanzi Yao) dans l'est du Guangxi, par les Yao indigo, des Kim Mun (en chinois, Landian Yao) du Yunnan et de l'ouest du Guangxi.
Dans le nord du Viêt Nam la langue est parlée par les Dao Xanh Y (Dao verts), des Kim Di Mun, les Dao Quần Trắng (Dao aux pantalons blancs) et les Dao Lan Tien. 
Au Laos, vivent des Mun, appelés Lanten en laotien.